# Sīla
Śīla (sánscrito) o sīla (pali) es un concepto budista que se traduce normalmente por moralidad, honestidad o conducta apropiada y se refiere a la pureza moral de pensamiento, palabra y acto. 
Las cuatro condiciones de śīla son castidad, calma, silencio y apaciguamiento, es decir, no ser susceptible de ninguna perturbación producida por las pasiones.
Sīla se refiere a todos los principios del comportamiento ético. Hay varios niveles, que corresponden a la 'moralidad básica' (Cinco Preceptos), 'moralidad básica con ascetismo' (Ocho Preceptos), 'moralidad de novicio' (Diez Preceptos) y 'moralidad monacal' (Vinaya o Patimokkha). 
La comunidad laica generalmente asume vivir bajo los cinco preceptos, que son comunes a todas las escuelas budistas. Si así lo desean, pueden comprometerse a seguir los ocho preceptos, con preceptos adicionales que suponen cierta forma básica de ascetismo.
Es además una de las 'tres prácticas' (Sīla  - Samadhi - Magadhi) y el segundo de los seis pāramitā o virtudes que se deben cumplir para purificar el karma.

## Cinco preceptos
Los cinco preceptos no se presentan en forma de órdenes tales como "no harás...", sino que son reglas de entrenamiento con el fin de conseguir una vida mejor en la cual uno es más feliz y sin preocupaciones, teniendo una mayor facilidad para la meditación.
1. Abstenerse de tomar vidas (matar)
2. Abstenerse de tomar lo que no es dado (robar)
3. Abstenerse de conducta sexual incorrecta (lujuria)
4. Abstenerse de mentir
5. Abstenerse de tomar intoxicantes que llevan a la pérdida de plena conciencia

## Ocho preceptos
En los ocho preceptos, el tercer precepto de conducta sexual incorrecta es más estricto y supone el celibato.
Los tres preceptos adicionales son:
1. Abstenerse de comer en horas incorrectas (comer sólo desde el amanecer hasta el mediodía)
2. Abstenerse de cantar, bailar, tocar música o presenciar espectáculos
3. Abstenerse de utilizar accesorios decorativos, perfumes o joyas

## Diez preceptos
1. Abstenerse de sentarse en sillas altas y dormir en camas lujosas y blandas.
2. Abstenerse de aceptar dinero.

Los monjes novicios siguen los diez preceptos, que son los preceptos básicos para aquellos que han abandonado la vida del hogar y viven en monasterios.

## Patimokkha
Vinaya es el código moral que siguen los monjes, que incluye el Patimokkha, un conjunto de 227 reglas en la tradición Theravāda. El contenido exacto del Vinaya-pitaka (escrituras del Vinaya) difiere ligeramente entre las diferentes escuelas, estableciendo cada una de ellas diferentes grados de adherencia al Vinaya.

## Preceptos Mahayana
En el budismo Mahāyāna, también existe un Vinaya propio junto con éticas contenidas en el Brahmajala Sutra (no confundir con el texto pali del mismo nombre) para Bodhisattvas, donde, por ejemplo, comer carne es reprobado y se fomenta el vegetarianismo. Estos preceptos, sin embargo, no se presentan en forma de código estricto a diferencia del Patimokkha y comúnmente se acepta que fueron creados al menos 500 años después de Buda Gautama.